# Royaume de Sukadana
vers 1300
Le royaume de Sukadana se trouvait dans l'actuelle province indonésienne de Kalimantan occidental dans l'île de Bornéo. Son nom perdure dans celui de plusieurs kecamatan de la province.

## Histoire

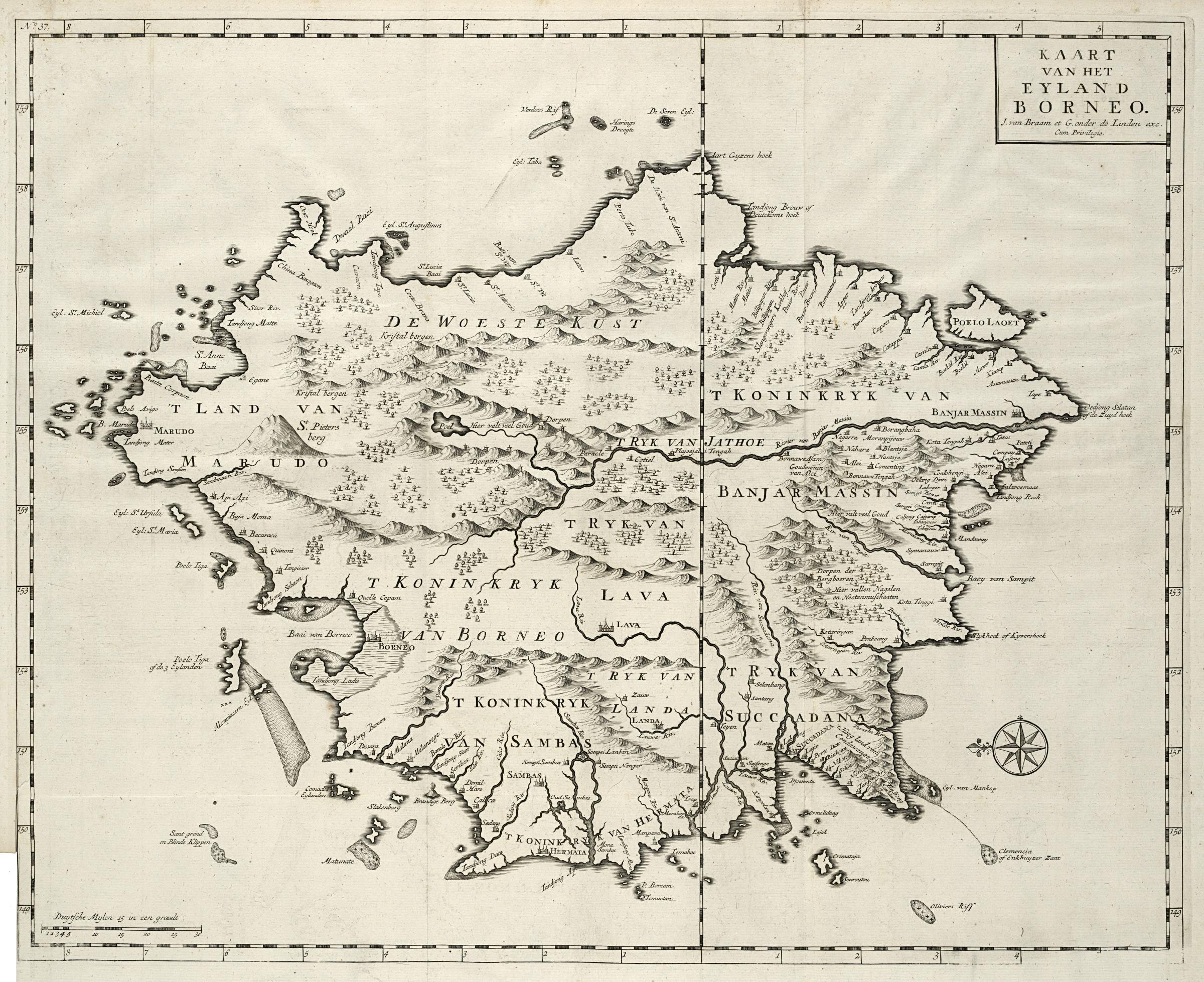
Carte néerlandaise de 1724 montrant notamment les royaumes de Sambas, Sukadana et Banjarmasin

Le nom de Sukadana est attesté dès le XIVe siècle. Le Nagarakertagama le cite parmi les "contrées tributaires" du royaume de Majapahit. Il aurait été fondé par des exilés de ce dernier.
La richesse de Sukadana reposait sur l'exploitation des diamants, ainsi que du fer des îles Karimata. Au début du XVIIe siècle, les Anglais y établissent une factorerie. En 1622, Sukadana est conquis par le royaume de Mataram dans le centre de Java.
Au XIXe, la domination économique de l'ouest de Bornéo passe de Sukadana au sultanat de Pontianak.

## Liste des souverains de Sukadana
- Vers 1300 : fondation

Les sultans :
- 1790 - 1828 : Muhammad Jamluddin
- 1828 - 1843 : Abdul Jalil Syah bin Musa

Les Panembahan ("princes") :
- 1843 - 1878 : Tunku Besar Anom
- 1878 - 1910 : Tunku Putera
- 1910 - 19.. : Tunku Andut
- 19.. - 19.. : Tunku Betung